# Liszczany
Liszczany (ukr. Ліщани, hist. pol. Leszczana) – wieś na Ukrainie, w obwodzie chmielnickim, w rejonie szepetowskim. W 2001 liczyła 752 mieszkańców, spośród których 749 wskazało jako ojczysty język ukraiński, a 3 rosyjski.